# حسن عالمی
حسن عالمی (زاده ۱۳۲۶ در سبزوار) نماینده کنونی مجلس خبرگان رهبری در دوره  ششم از استان خراسان رضوی است. وی نماینده سابق ولی فقیه در وزارت جهاد کشاورزی بود.
حسن عالمی در نتایج انتخابات مجلس خبرگان رهبری (۱۳۹۴)، با گرایش اصولگرایی، در حوزه استان خراسان رضوی با کسب ۱٬۲۸۵٬۹۹۰ رای از مجموع ۲٬۷۸۰٬۶۳۹ رای برابر با ۴۶٫۲۵٪ در جایگاه دوم وارد دوره پنجم مجلس خبرگان رهبری شد. پیش از این نیز عالمی نماینده دوره  های سوم و چهارم مجلس خبرگان رهبری بوده است.